# Draconis Mons
Il Draconis Mons è una struttura geologica della superficie di Marte.